# Maria Dolors García Ramón
Pour les articles homonymes, voir Maria García (homonymie), García et Ramón.
Maria Dolors García-Ramón, née le 7 novembre 1943, est une géographe espagnole, spécialiste en Histoire de la pensée géographique,, qui a également travaillé sur la géographie rurale, les espaces urbains et qui fut une pionnière dans la géographie du genre.

## Biographie
Elle est professeur émérite de l'université autonome de Barcelone, membre de l'Academia Europaea et a été de 1988 à 1996, secrétaire du groupe d'études Genre et géographie à l'Union géographique internationale. 
En 2011, elle obtient le prix international de géographie critique.
En 2016, elle obtient le prix Vautrin-Lud et est lauréate d'honneur  lors du congrès de l'Union géographique internationale de 2016 à Pékin.

## Travaux
Figure historique des études féministes en géographie, Maria Dolors García-Ramón analyse comment la transversalité de la géographie du genre permet de reconsidérer les relations entre les espaces de production et ceux de reproduction, tout en permettant d'interroger les limites de la géographie sociale, culturelle, économique et politique. Pour Garcia-Ramon, le fait que les femmes soient enfin visibles dans le paysage géographique découle à la fois des transformations intervenues dans leur environnement social et des changements intervenus au sein de la discipline géographique.

## Principales publications
- (es) Garcia Ramon M. D., Ortiz Guitart A., Prats Ferret M. (ed.), Espacios públicos, género y diversidad. Geografías para unas ciudades inclusivas, Edition Icaria, collection Ακαδημεια, Género y sociedad,‎ 2014, 280 p.
- Maria Dolors Garcia Ramon, Anna Ortiz et Herminia Pujo, « Institutionalisation de la géographie et rapports sociaux de genre : stratégies féminines et masculines dans l’université espagnole », Belgeo [Online],‎ 2012 (lire en ligne)
- (en) Maria Dolors Garcia Ramon et Janice Monk, « Gender and geography: World views and practices », Belgeo [Online],‎ 2007 (lire en ligne)